# St Ive
St Ive – wieś w Anglii, w Kornwalii. Leży 92 km na północny wschód od miasta Penzance i 320 km na zachód od Londynu. W 2001 miejscowość liczyła 2121 mieszkańców.